# Santa Cruz de Marchena
Santa Cruz de Marchena és una localitat de la província d'Almeria, Andalusia. L'any 2005 tenia 237 habitants. La seva extensió superficial és de 20 km² i té una densitat d'11,9 hab/km². Les seves coordenades geogràfiques són 37° 01′ N, 2° 36′ O. Està situada a una altitud de 325 metres i a 31 quilòmetres de la capital de la província, Almeria.

## Demografia
| 1996 | 1998 | 1999 | 2000 | 2001 | 2002 | 2003 | 2004 | 2005 |
| ---- | ---- | ---- | ---- | ---- | ---- | ---- | ---- | ---- |
| 215  | 219  | 215  | 208  | 209  | 200  | 204  | 204  | 237  |